# Verein für Rasensport Wormatia Worms 1981-1982
Questa voce raccoglie le informazioni riguardanti il Verein für Rasensport Wormatia Worms nelle competizioni ufficiali della stagione 1981-1982.

## Stagione
Nella stagione 1981-1982 il Wormatia, allenato da Slobodan Jovanić e Josef Stabel, concluse il campionato di 2. Bundesliga al 18º posto. In Coppa di Germania il Wormatia fu eliminato al terzo turno dal FSV Francoforte.

## Rosa
| N. |                          | Ruolo | Calciatore           |
| -- | ------------------------ | ----- | -------------------- |
|    | Belgio (bandiera)        | P     | Bobby Dekeyser       |
|    | Germania (bandiera)      | P     | Stephan Kuhnert      |
|    | Germania (bandiera)      | P     | Slavko Petrović      |
|    | Germania (bandiera)      | P     | Uwe Radmacher        |
|    | Germania (bandiera)      | P     | Karl-Heinz Strohfuß  |
|    | Germania (bandiera)      | D     | Rudi-Josef Berhausen |
|    | Germania (bandiera)      | D     | Jürgen Dinger        |
|    | Germania (bandiera)      | D     | Walfried Günther     |
|    | Germania (bandiera)      | D     | Harald Röhrenbeck    |
|    | Germania (bandiera)      | D     | Heiner Schmieh       |
|    | Germania (bandiera)      | C     | Günter Braun         |
|    | Germania (bandiera)      | C     | Michael Hoecker      |
|    | Germania (bandiera)      | C     | Bernd Kammer         |
|    | Corea del Sud (bandiera) | C     | Chin-Kook Kim        |
|    | Germania (bandiera)      | C     | Peter Klag           |

| N. |                     | Ruolo | Calciatore          |
| -- | ------------------- | ----- | ------------------- |
|    | Germania (bandiera) | C     | Jürgen Klotz        |
|    | Germania (bandiera) | C     | Jürgen Lippold      |
|    | Germania (bandiera) | C     | Heinz Lubanski      |
|    | Germania (bandiera) | C     | Georg Müllner       |
|    | Germania (bandiera) | C     | Josef Pirrung       |
|    | Germania (bandiera) | C     | Karl-Heinz Priester |
|    | Germania (bandiera) | C     | Tilo Sattler        |
|    | Germania (bandiera) | C     | Christian Schopen   |
|    | Germania (bandiera) | C     | Berthold Weiler     |
|    | Germania (bandiera) | A     | Egon Bihn           |
|    | Germania (bandiera) | A     | Norbert Hönnscheidt |
|    | Germania (bandiera) | A     | Bernd Nathmann      |
|    | Germania (bandiera) | A     | Alfred Oehrlein     |
|    | Germania (bandiera) | A     | Gerd Scheuermann    |

## Organigramma societario
Area tecnica
- Allenatore: Josef Stabel
- Allenatore in seconda: Klaus Gleim
- Preparatore dei portieri:
- Preparatori atletici:

## Calciomercato

### Sessione estiva
| Acquisti | Acquisti             | Acquisti                | Acquisti |
| R.       | Nome                 | da                      | Modalità |
| -------- | -------------------- | ----------------------- | -------- |
| A        | Norbert Hönnscheidt  | Eintracht Francoforte   |          |
| P        | Stephan Kuhnert      | Baunatal                |          |
| C        | Jürgen Lippold       | SV Südwest Ludwigshafen |          |
| C        | Georg Müllner        | VfR Bürstadt            |          |
| P        | Slavko Petrović      | Rot-Weiss Essen         |          |
| C        | Josef Pirrung        | Kaiserslautern          |          |
| D        | Dragoslav Stepanović | Manchester City         |          |

| Cessioni | Cessioni       | Cessioni   | Cessioni |
| R.       | Nome           | a          | Modalità |
| -------- | -------------- | ---------- | -------- |
| D        | Ralf Konietzka | BSC Oppau  |          |
| A        | Bodo Mattern   | Darmstadt  |          |
| P        | Manfred Zintl  | Bayern Hof |          |

### Sessione invernale
| Acquisti | Acquisti | Acquisti | Acquisti |
| R.       | Nome     | da       | Modalità |
| -------- | -------- | -------- | -------- |

| Cessioni | Cessioni | Cessioni | Cessioni |
| R.       | Nome     | a        | Modalità |
| -------- | -------- | -------- | -------- |

## Risultati

### 2. Bundesliga

#### Girone di andata
| Arbitro: | Tritschler |

|  |           |             |
|  | Marcatori | 84’ Mödrath |

| Arbitro: | Klauser |

|                     |           |  |
| Birner 59’ Reiß 90’ | Marcatori |  |

| Arbitro: | Correll |

|             |           |  |
| Müllner 43’ | Marcatori |  |

| Arbitro: | Reichmann |

|                               |           |  |
| Herget 48’ (rig.) Richter 53’ | Marcatori |  |

| Arbitro: | Hellwig |

|             |           |                                         |
| Nathmann 7’ | Marcatori | 52’ Steinkirchner 70’ Susser 76’ Merkle |

| Arbitro: | Wiesel |

|                                                        |           |             |
| Schwarz 2’ Feilzer 53’ (rig.) Frömberg 83’ Hofmann 87’ | Marcatori | 78’ Schmieh |

| Arbitro: | Ulm |

|              |           |           |
| Nathmann 61’ | Marcatori | 86’ Drews |

| Arbitro: | Wippker |

|                     |           |                           |
| Krause 48’ Bein 75’ | Marcatori | 28’ Lubanski 90’ Nathmann |

| Arbitro: | Schraivogel |

|              |           |                                 |
| Oehrlein 32’ | Marcatori | 53’ Wohlers 58’ Waas 84’ Völler |

| Arbitro: | Möller |

|                         |           |              |
| Lehmann 48’ (rig.), 80’ | Marcatori | 27’ Nathmann |

| Arbitro: | Michel |

|                                                  |           |                             |
| Schopen 49’ Nathmann 63’ Kammer 74’ Oehrlein 88’ | Marcatori | 9’, 80’ Seegler 46’ Schäfer |

| Arbitro: | Kautschor |

|                                      |           |                       |
| Linz 21’, 87’ Derigs 45’ Schwehr 82’ | Marcatori | 16’ Oehrlein 73’ Klag |

| Worms 24 ottobre 1981, ore 15:00 CET 13ª giornata | Wormatia Worms | 0 – 0 referto | Alemannia Aquisgrana | Wormatia-Stadion (3 500 spett.)\| Arbitro: \| Glaw \| |
| Arbitro:                                          | Glaw           |               |                      |                                                       |

| Arbitro: | Pauly |

|                 |           |  |
| Schlindwein 76’ | Marcatori |  |

| Arbitro: | Wuttke |

|             |           |  |
| Schopen 83’ | Marcatori |  |

| Arbitro: | Zimmermann |

|                                                     |           |  |
| Hayduk 14’ Schatzschneider 41’, 45’, 47’ Aussem 72’ | Marcatori |  |

| Arbitro: | Jupe |

|  |           |                                      |
|  | Marcatori | 28’ Bücker 74’ Abramczik 83’ Drexler |

| Arbitro: | Risse |

|              |           |              |
| Oehrlein 81’ | Marcatori | 37’ Dubovina |

| Arbitro: | Ulm |

|                            |           |              |
| Ehrmantraut 21’ Gruler 89’ | Marcatori | 43’ Oehrlein |

#### Girone di ritorno
| Arbitro: | Huster |

|                                    |           |  |
| Mödrath 13’ Vittinghoff 88’ (rig.) | Marcatori |  |

| Arbitro: | Theobald |

|                         |           |         |
| Nathmann 19’ Kammer 26’ | Marcatori | 74’ Löw |

| Arbitro: | Schraivogel |

|                       |           |  |
| Pallaks 54’ Kempa 86’ | Marcatori |  |

| Arbitro: | Neuner |

|                         |           |                   |
| Kammer 70’ Oehrlein 88’ | Marcatori | 67’ (rig.) Herget |

| Arbitro: | Wahmann |

|                        |           |                 |
| Nickel 65’ (rig.), 71’ | Marcatori | 69’ Hönnscheidt |

| Worms 27 febbraio 1982, ore 15:00 CET 25ª giornata | Wormatia Worms | 0 – 0 referto | Bayer Uerdingen | Wormatia-Stadion (1 800 spett.)\| Arbitro: \| Schmidhuber \| |
| Arbitro:                                           | Schmidhuber    |               |                 |                                                              |

| Bochum 6 marzo 1982, ore 15:00 CET 26ª giornata | Wattenscheid 09 | 0 – 0 referto | Wormatia Worms | Lohrheidestadion (1 000 spett.)\| Arbitro: \| Föckler \| |
| Arbitro:                                        | Föckler         |               |                |                                                          |

| Arbitro: | Ahlenfelder |

|                         |           |                                       |
| Kammer 37’ Nathmann 68’ | Marcatori | 4’ Höfer 19’ Krause 47’ (rig.) Kutzop |

| Arbitro: | Waltert |

|                                                       |           |  |
| Völler 6’, 7’, 21’, 49’ Sidka 36’ Senzen 62’ Beer 70’ | Marcatori |  |

| Arbitro: | Kautschor |

|                 |           |  |
| Hönnscheidt 32’ | Marcatori |  |

| Arbitro: | Retzmann |

|                                                   |           |              |
| Lazic 23’ Lubanski 30’ (aut.) Schäfer 54’ Elm 90’ | Marcatori | 74’ Nathmann |

| Arbitro: | Michel |

|                                     |           |                 |
| Pirrung 11’ Kammer 25’ Nathmann 33’ | Marcatori | 43’ (rig.) Linz |

| Arbitro: | Heitmann |

|              |           |                 |
| Grabotin 53’ | Marcatori | 84’ Hönnscheidt |

| Arbitro: | Wippker |

|  |           |           |
|  | Marcatori | 86’ Böhni |

| Arbitro: | Brückner |

|                |           |                   |
| Jobst 12’, 40’ | Marcatori | 19’, 41’ Nathmann |

| Arbitro: | Sahner |

|              |           |                   |
| Nathmann 23’ | Marcatori | 76’, 89’ Hartmann |

| Arbitro: | Ahlenfelder |

|                                                      |           |  |
| Bücker 23’ (rig.) Bittcher 31’ Elgert 53’ Kügler 54’ | Marcatori |  |

| Arbitro: | Malbranc |

|                        |           |  |
| Dubovina 2’ Schaub 39’ | Marcatori |  |

| Arbitro: | Reichmann |

|                 |           |  |
| Hönnscheidt 43’ | Marcatori |  |

### Coppa di Germania
| Arbitro: | Schraivogel |

|             |           |                          |
| Widmann 28’ | Marcatori | 39’ Müllner 44’ Nathmann |

| Arbitro: | Schumann |

|                 |           |                           |
| Recktenwald 47’ | Marcatori | 59’ Nathmann 83’ Oehrlein |

| Arbitro: | Kuhn |

|  |           |                         |
|  | Marcatori | 46’ Swiatek 51’ Álvarez |

## Statistiche

### Statistiche di squadra
| Competizione      | Punti | In casa | In casa | In casa | In casa | In casa | In casa | In trasferta | In trasferta | In trasferta | In trasferta | In trasferta | In trasferta | Totale | Totale | Totale | Totale | Totale | Totale | DR  |
| Competizione      | Punti | G       | V       | N       | P       | Gf      | Gs      | G            | V            | N            | P            | Gf           | Gs           | G      | V      | N      | P      | Gf     | Gs     | DR  |
| ----------------- | ----- | ------- | ------- | ------- | ------- | ------- | ------- | ------------ | ------------ | ------------ | ------------ | ------------ | ------------ | ------ | ------ | ------ | ------ | ------ | ------ | --- |
| 2. Bundesliga     | 24    | 19      | 8       | 4       | 7       | 22      | 24      | 19           | 0            | 4            | 15           | 12           | 50           | 38     | 8      | 8      | 22     | 34     | 74     | -40 |
| Coppa di Germania | -     | 1       | 0       | 0       | 1       | 0       | 2       | 2            | 2            | 0            | 0            | 4            | 2            | 3      | 2      | 0      | 1      | 4      | 4      | 0   |
| Totale            | 24    | 20      | 8       | 4       | 8       | 22      | 26      | 21           | 2            | 4            | 15           | 16           | 52           | 41     | 10     | 8      | 23     | 38     | 78     | -40 |

### Andamento in campionato
| Giornata  | 1  | 2  | 3  | 4  | 5  | 6  | 7  | 8  | 9  | 10 | 11 | 12 | 13 | 14 | 15 | 16 | 17 | 18 | 19 | 20 | 21 | 22 | 23 | 24 | 25 | 26 | 27 | 28 | 29 | 30 | 31 | 32 | 33 | 34 | 35 | 36 | 37 | 38 |
| --------- | -- | -- | -- | -- | -- | -- | -- | -- | -- | -- | -- | -- | -- | -- | -- | -- | -- | -- | -- | -- | -- | -- | -- | -- | -- | -- | -- | -- | -- | -- | -- | -- | -- | -- | -- | -- | -- | -- |
| Luogo     | C  | T  | C  | T  | C  | T  | C  | T  | C  | T  | C  | T  | C  | T  | C  | T  | C  | C  | T  | T  | C  | T  | C  | T  | C  | T  | C  | T  | C  | T  | C  | T  | C  | T  | C  | T  | T  | C  |
| Risultato | P  | P  | V  | P  | P  | P  | N  | N  | P  | P  | V  | P  | N  | P  | V  | P  | P  | N  | P  | P  | V  | P  | V  | P  | N  | N  | P  | P  | V  | P  | V  | N  | P  | N  | P  | P  | P  | V  |
| Posizione | 16 | 20 | 17 | 20 | 20 | 20 | 20 | 20 | 20 | 20 | 20 | 20 | 19 | 20 | 19 | 20 | 20 | 20 | 20 | 20 | 20 | 20 | 20 | 20 | 20 | 20 | 20 | 20 | 20 | 20 | 19 | 19 | 19 | 19 | 19 | 19 | 19 | 18 |

Legenda:

Luogo: C = Casa; T = Trasferta. Risultato: V = Vittoria; N = Pareggio; P = Sconfitta.

### Statistiche dei giocatori
| Giocatore      | 2. Bundesliga | 2. Bundesliga | 2. Bundesliga | 2. Bundesliga | Coppa di Germania | Coppa di Germania | Coppa di Germania | Coppa di Germania | Totale   | Totale | Totale      | Totale     |
| Giocatore      | Presenze      | Reti          | Ammonizioni   | Espulsioni    | Presenze          | Reti              | Ammonizioni       | Espulsioni        | Presenze | Reti   | Ammonizioni | Espulsioni |
| -------------- | ------------- | ------------- | ------------- | ------------- | ----------------- | ----------------- | ----------------- | ----------------- | -------- | ------ | ----------- | ---------- |
| R. Berhausen   | 6             | 0             | 1             | 0             | 0                 | 0                 | 0                 | 0                 | 6        | 0      | 1           | 0          |
| E. Bihn        | 2             | 0             | 0             | 0             | 0                 | 0                 | 0                 | 0                 | 2        | 0      | 0           | 0          |
| G. Braun       | 0             | 0             | 0             | 0             | 0                 | 0                 | 0                 | 0                 | 0        | 0      | 0           | 0          |
| B. Dekeyser    | 0             | 0             | 0             | 0             | 0                 | 0                 | 0                 | 0                 | 0        | 0      | 0           | 0          |
| J. Dinger      | 4             | 0             | 0             | 0             | 0                 | 0                 | 0                 | 0                 | 4        | 0      | 0           | 0          |
| W. Günther     | 34            | 0             | 6             | 0             | 2                 | 0                 | 2                 | 0                 | 36       | 0      | 8           | 0          |
| M. Hoecker     | 4             | 0             | 0             | 0             | 0                 | 0                 | 0                 | 0                 | 4        | 0      | 0           | 0          |
| N. Hönnscheidt | 33            | 4             | 1             | 0             | 2                 | 0                 | 0                 | 0                 | 35       | 4      | 1           | 0          |
| B. Kammer      | 32            | 5             | 5             | 0             | 3                 | 0                 | 0                 | 0                 | 35       | 5      | 5           | 0          |
| C. Kim         | 16            | 0             | 2             | 0             | 2                 | 0                 | 0                 | 0                 | 18       | 0      | 2           | 0          |
| P. Klag        | 29            | 1             | 3             | 0             | 2                 | 0                 | 0                 | 0                 | 31       | 1      | 3           | 0          |
| J. Klotz       | 0             | 0             | 0             | 0             | 0                 | 0                 | 0                 | 0                 | 0        | 0      | 0           | 0          |
| S. Kuhnert     | 31            | 0             | 2             | 0             | 2                 | 0                 | 0                 | 0                 | 33       | 0      | 2           | 0          |
| J. Lippold     | 6             | 0             | 1             | 0             | 0                 | 0                 | 0                 | 0                 | 6        | 0      | 1           | 0          |
| H. Lubanski    | 28            | 1             | 3             | 0             | 2                 | 0                 | 1                 | 0                 | 30       | 1      | 4           | 0          |
| G. Müllner     | 27            | 1             | 3             | 0             | 2                 | 1                 | 0                 | 0                 | 29       | 2      | 3           | 0          |
| B. Nathmann    | 38            | 12            | 1             | 0             | 3                 | 2                 | 1                 | 0                 | 41       | 14     | 2           | 0          |
| A. Oehrlein    | 29            | 6             | 2             | 0             | 3                 | 1                 | 1                 | 0                 | 32       | 7      | 3           | 0          |
| S. Petrović    | 0             | 0             | 0             | 0             | 0                 | 0                 | 0                 | 0                 | 0        | 0      | 0           | 0          |
| J. Pirrung     | 27            | 1             | 4             | 0             | 2                 | 0                 | 0                 | 0                 | 29       | 1      | 4           | 0          |
| K. Priester    | 4             | 0             | 0             | 0             | 1                 | 0                 | 0                 | 0                 | 5        | 0      | 0           | 0          |
| U. Radmacher   | 0             | 0             | 0             | 0             | 0                 | 0                 | 0                 | 0                 | 0        | 0      | 0           | 0          |
| H. Röhrenbeck  | 0             | 0             | 0             | 0             | 0                 | 0                 | 0                 | 0                 | 0        | 0      | 0           | 0          |
| T. Sattler     | 34            | 0             | 6             | 0             | 2                 | 0                 | 2                 | 0                 | 36       | 0      | 8           | 0          |
| G. Scheuermann | 2             | 0             | 0             | 0             | 0                 | 0                 | 0                 | 0                 | 2        | 0      | 0           | 0          |
| H. Schmieh     | 29            | 1             | 7             | 0             | 3                 | 0                 | 0                 | 0                 | 32       | 1      | 7           | 0          |
| C. Schopen     | 37            | 2             | 3             | 0             | 3                 | 0                 | 0                 | 0                 | 40       | 2      | 3           | 0          |
| D. Stepanović  | 16            | 0             | 3             | 0             | 2                 | 0                 | 0                 | 0                 | 18       | 0      | 3           | 0          |
| K. Strohfuß    | 7             | 0             | 0             | 0             | 1                 | 0                 | 0                 | 0                 | 8        | 0      | 0           | 0          |
| B. Weiler      | 1             | 0             | 0             | 0             | 0                 | 0                 | 0                 | 0                 | 1        | 0      | 0           | 0          |